# Dni, które przyniosły wiosnę
Dni, które przyniosły wiosnę (alb. Ditët që sollën pranverën) – albański film fabularny z roku 1979 w reżyserii Vladimira Kasaja.

## Opis fabuły
Film telewizyjny. Akcja filmu rozgrywa się w pierwszych latach po zakończeniu II wojny światowej. W leżącym na północy Albanii okręgu Malësia e Madhe trwają walki komunistycznego aparatu bezpieczeństwa z uzbrojonymi oddziałami, złożonymi z miejscowych górali. Film ma ukazać heroizm funkcjonariuszy aparatu bezpieczeństwa, w tym jednego z głównych bohaterów Beshariego, który ginie w czasie walki.

## Obsada
- Ymer Bala jako komisarz
- Robert Ndrenika jako Beshari
- Viktor Bruçeti jako ksiądz
- Lec Bushati jako Vuksan Kadria
- Serafin Fanko jako Cubeli
- Elez Kadrija jako przywódca bandy
- Anastas Kristofori jako Jaku
- Bep Shiroka jako dowódca oddziału
- Nefail Piraniqi jako Pjetri
- Esat Kola jako dywersant Bardhosh
- Avni Uruçi jako dywersant
- Gëzim Mesi jako partyzant
- Agron Dizdari jako partyzant
- Antoneta Fishta
- Kolë Kaftalli
- Vitore Nino
- Ndrek Prela